# Liste bedeutender Sportvereine in Winterthur
Die Liste bedeutender Sportvereine in Winterthur enthält aktuelle und ehemalige Sportvereine aus der Stadt Winterthur, die gemäss den Aufnahmekriterien der Wikipedia relevant sind. Diese sind zumeist erfüllt, wenn ein Verein in der höchsten Liga ihrer Sportart spielte (bei populäreren Sportarten können auch tiefere Ligen genügen) oder bei Individualsportarten mehrere Titelträger stellte.
Der Dachverband Winterthur Sport vertritt in Winterthur 114 Mitgliedsvereine, in denen über 23'000 Sportler vereint sind. Winterthurerer Vereine spielen in verschiedenen Teamsportarten in der höchsten Liga mit, darunter seit 2022 auch wieder im Fussball. In der folgenden Liste gibt es insgesamt neun Fussballvereine, die für die Wikipedia relevant sind und ist damit die bestvertretene Sportart. National an der Spitze spielen Winterthurer Vereine hingegen auch in den Sportarten Unihockey, Handball und Radball. Und auch die Winterthurer Individualsportvereine hatten in ihrer Geschichte mehrere starke Exponenten, wobei einige auch einen Olympiasieg oder Weltmeistertitel errangen.
In der nachfolgenden Liste wird unterschieden zwischen Mannschafts- und Individualsportarten, wobei Tennis wegen seiner Interclubligen sowie auch Schach den Mannschaftssportarten zugeordnet werden. Die Handballsektionen der Turnvereine, die Radballsektion des RV Winterthur sowie die Wasserballsektion des SC Winterthur werden jeweils mit eigenen Einträgen in den Mannschaftssportarten geführt.

## Mannschaftssportarten
Stand: 2. Mai 2023
| Logo | Verein                           | Sportart                            | gegründet | aufgelöst / Nachfolgeverein | Liga Herren       | Liga Frauen   | zuletzt erstklassig    |
| ---- | -------------------------------- | ----------------------------------- | --------- | --------------------------- | ----------------- | ------------- | ---------------------- |
|      | ASK Winterthur                   | Schach                              | 1921      | 2015 / SG Winterthur        | 1. Bundesliga     | 1. Bundesliga | 2015                   |
|      | ATB Winterthur                   | Radball                             | 1906      | 2012 / RC Winterthur        | -                 | -             | unbekannt              |
|      | ATW Winterthur                   | Handball                            | 1939      | 1991 / Yellow Winterthur    | -                 | -             | 1991 (Frauen)          |
|      | BC Winterthur                    | Basketball                          | 1960      | -                           | NLB               | NLB           | 2021 (Frauen)          |
|      | BSC Vitudurum                    | Badminton                           | 1976      | -                           | 1. Liga           | 1. Liga       | 1994                   |
|      | Curling Club Winterthur          | Curling                             | 1956      | 1998 / CG Wallisellen       | -                 | -             | -                      |
|      | EHC Veltheim                     | Eishockey                           | 1933      | 1963 / EHC Winterthur       | -                 | -             | nie                    |
|      | EHC Winterthur                   | Eishockey                           | 1929/1963 | -                           | National League B | -             | nie                    |
|      | Eulach Squash-Club Winterthur    | Squash                              | 2006      | -                           | -                 | -             | 2012 (Frauen)          |
|      | FC Latin Winterthur              | Fussball                            | 1901      | einige Saisons später       | -                 | -             | nie                    |
|      | FC Oberwinterthur                | Fussball                            | 1909/1934 | -                           | 3. Liga           | -             | nie                    |
|      | FC Phönix Seen                   | Fussball                            | 1918      | -                           | 2. Liga           | 2. Liga       | nie                    |
|      | FC Töss                          | Fussball                            | 1906      | -                           | 2. Liga           | -             | nie                    |
|      | FC Tössfeld                      | Fussball                            | 1918/1924 | -                           | 4. Liga           | -             | nie                    |
|      | FC Winterthur                    | Fussball                            | 1896      | -                           | SL                | NLB           | aktuell                |
|      | FC Wülflingen                    | Fussball                            | 1924      | -                           | 4. Liga           | -             | nie                    |
|      | Freie Radler Töss                | Radball                             | 1907      | ja (Datum unbekannt)        | -                 | -             | 1933                   |
|      | Futsal Club Italia5 Winterthur   | Futsal                              | 2005      | 2012                        | -                 | -             | 2012                   |
|      | HC Rieter Winterthur             | Handball                            | unbekannt | 1992 / TV Veltheim          | -                 | -             | nie                    |
|      | HC Rychenberg Winterthur         | Unihockey                           | 1983      | -                           | UPL               | -             | aktuell                |
|      | LTC Winterthur                   | Tennis                              | 1905      | -                           | NLB               | -             | 2006 (Frauen)          |
|      | Mohair DC                        | Darts                               | 1984      | 2012                        | -                 | -             | 2007                   |
|      | Pfadi Winterthur                 | Handball                            | 1938      | -                           | HL                | -             | aktuell                |
|      | Power Winterthur CC              | Cricket                             | unbekannt | -                           | Premier League    | -             | aktuell                |
|      | RC Winterthur                    | Radball                             | 2012      | -                           | NLA               | -             | aktuell                |
|      | Radsport Wülflingen              | Einradhockey, Kunstradfahren        | 1919      | -                           | Liga A            | Liga A        | aktuell                |
|      | Red Ants Rychenberg Winterthur   | Unihockey                           | 2000      | -                           | -                 | UPL           | aktuell                |
|      | RC Winterthur                    | Rugby Union                         | 2009      | -                           | NLB               | NLB           | 2018 (Frauen)          |
|      | RSC Winterthur                   | Rollhockey, Inlinehockey, Unihockey | unbekannt | ca. 2006                    | -                 | -             | 1990er? (Inlinehockey) |
|      | RV Winterthur, Radballsektion    | Radball                             | 1910      | 2012 / RC Winterthur        | -                 | -             | 2012                   |
|      | SC Veltheim                      | Fussball                            | 1915      | -                           | 3. Liga           | 3. Liga       | 1988 (Frauen)          |
|      | SC Winterthur, Wasserballsektion | Wasserball                          | unbekannt | -                           | NLB               | NL            | aktuell (Frauen)       |
|      | SG Winterthur                    | Schach                              | 1846      | -                           | NLA               | NLA           | aktuell                |
|      | Squash Racket Club Winterthur    | Squash                              | 1983      | -                           | NLB               | -             | 2020 (Frauen)          |
|      | STV Winterthur, Handballsektion  | Handball                            | 1934      | 1988 / STV Artus            | -                 | -             | 1953 (Feldhandball)    |
|      | TC Schützenwiese                 | Tennis                              | 1923      | -                           | 1. Liga           | 1. Liga       | 2001 (Frauen)          |
|      | TTC Winterthur                   | Tischtennis                         | 1954      | -                           | 2. Liga           |               | 2011 (Frauen)          |
|      | TV Veltheim, Handballsektion     | Handball                            | 1947      | 2008 / Yellow Winterthur    | -                 | -             | nie                    |
|      | UHC Winterthur-Eulach            | Unihockey                           | ca. 1984  | ca. 1990                    | -                 | -             | nie                    |
|      | UHC Winterthur United            | Unihockey                           | 1996      | -                           | 1. Liga GF        | 2. Liga GF    | nie                    |
|      | VC Smash Winterthur              | Volleyball                          | 1967      | -                           | 1. Liga           | 2. Liga       | 2000                   |
|      | Winterthur CC                    | Cricket                             | 1982      | -                           | National League   | -             | 2021                   |
|      | Winterthur Red Lions             | Flag Football                       | 2013      | 2022 / Winterthur Warriors  | -                 | -             | 2021                   |
|      | Winterthur Warriors              | American Football, Flag Football    | 1987      | -                           | NLA               | -             | aktuell                |
|      | Winterthurer Sportverein         | Fussball                            | 1925      | 1927 / FC Winterthur        | -                 | -             | nie                    |
|      | Winti Panthers                   | Beachsoccer                         | 2007      | -                           | SBSL A            | SBSL A        | aktuell                |
|      | Yellow Winterthur                | Handball                            | 1961      | -                           | NLB               | PL 1          | aktuell (Frauen)       |

Anmerkungen
1. ↑  Der Verein stellte 2022 keine Mannschaft mehr zur Interclub-Meisterschaft.
2. ↑  2013/14 konnte mangels Spielerinnen kein neues Frauen-NLA-Team mehr gestellt werden.
3. ↑  Der erste FC Oberwinterthur fusionierte 1925 mit dem FC Tössfeld zum Winterthurer Sportverein, der zwei Saisons später im FC Winterthur aufging.
4. ↑  Der erste FC Tössfeld von 1918 fusionierte 1925 mit dem ersten FC Oberwinterthur zum Winterthurer Sportverein, der zwei Saisons später im FC Winterthur aufging.
5. ↑  gemäss Vereinsfahne 1907 gegründet und im Radball spätestens 1926 aktiv
6. ↑  letzte Fundstelle in den Schaffhauser Nachrichten als neuste digitale Quelle im Jahr 1959 (Winterthurer Zeitungen sind in diesem Zeitraum noch nicht digitalisiert), jedoch zuletzt 1933 im Radball.
7. ↑  Der Verein meldete für 2012/13 keine Mannschaft mehr.
8. ↑  gemäss Fundstellen in Zeitungen auf e-newspaperarchives.ch trat 1951 eine Juniorenmannschaft als Rieter bei einem Turnier an.
9. ↑  Der Verein stellte 2012 keine Mannschaft mehr, obwohl das Team den Wiederaufstieg in die NLA geschafft hätte.
10. ↑  ehem. Frauensektion des HC Rychenberg Winterthur
11. ↑  Der Verein bestand zumindest bereits 1960 als Rollhockeyverein.
12. ↑  Ein erster im gleichen Jahr gegründeter SC Veltheim fusionierte im gleichen Jahr bereits mit dem FC Winterthur, worauf der heutige Verein gegründet wurde.
13. ↑  Der STV Artus spielt heute in der 4. Liga.
14. ↑  gegründet als Tennissektion des FC Winterthur.
15. ↑  Die Handballriege besteht zwar noch weiterhin, ist jedoch aufgrund Nachwuchsmangels sportlich nicht mehr tätig. Die verbliebenen Mannschaften sind geschlossen zu Yellow übergetreten.
16. ↑  Fusion des UHC Virtus Winterthur und des UHC Sulz-Rickenbach.
17. ↑  Fusion aus dem alten FC Oberwinterthur und dem alten FC Tössfeld.

## Individualsportarten
Stand: 2. Mai 2023
| Logo | Verein                             | Sportart                    | gegründet   | aufgelöst                       | bekannte Mitglieder |
| ---- | ---------------------------------- | --------------------------- | ----------- | ------------------------------- | --- |
|      | Akrobatik & Geräteriege Winterthur | Sportakrobatik, Gerätturnen | 1982        | -                               | |
|      | Boxclub Winterthur                 | Boxen                       | 1930        | -                               | - Max Weidmann, Schweizer Meister Weltergewicht (1940–1943) - Max Meier, Schweizer Meister Weltergewicht (1956–1959) - Ruedi Meier, Schweizer Meister Schwergewicht (1962–1964, 1967–1973)                            |
|      | Bogenschützen Winterthur           | Bogenschiessen              | 1953        | -                               | - Romeo Frigo, Schweizer Olympiateilnehmer 1980 - Erika Ulrich, Schweizer Olympiateilnehmerin 1980 - Renata Issler Fortin, Weltmeisterin Traditional Recurve IFAA 2022                                                |
|      | Disc Dimension                     | Discgolf                    | 2004        | -                               | - Stephan Müller, Schweizer Rekordmeister - Natalie Holloköi, mehrfache Schweizer Meisterin |
|      | LC Winterthur                      | Leichtathletik              | 1927        | 1975 / LV Winterthur            | - Fritz Rutschmann, ehemaliger Schweizerrekordhalter im Marathonlauf - Regina Blättler-Scheidegger, Schweizermeisterin 200m 1971 - Rita Pfister, Schweizer Rekordhalterin im Diskuswurf                               |
|      | LV Winterthur                      | Leichtathletik              | 1975        | -                               | - Stefan Müller, Schweizer Rekordhalter im Speerwurf - Christian Erb, Schweizer Rekordhalter im Diskuswurf - Rita Pfister, Schweizer Rekordhalterin im Diskuswurf                                                     |
|      | Powerbike Winterthur               | Radsport                    | 1984        | -                               | - Roger Rinderknecht, Four-Cross-Weltmeister 2012 - David Graf, sechsfacher BMX-Schweizermeister, WM-Dritter 2015 und Pumptrack-Weltmeister 2018 - Simon Marquart, BMX-Gesamtweltcupsieger 2021, BMX-Weltmeister 2022 |
|      | Radsport Wülflingen                | Kunstradfahren              | 1919        | -                               | |
|      | Ringclub Winterthur                | Ringen                      | 1952        | -                               | - Paul Hänni, Olympiateilnehmer 1952 und 1960 im Bantamgewicht - Willy Roduner, Schweizer Meister im Freistilringen 1965 und 1967 im Bantamgewicht                                                                    |
|      | Rock’n’Roll Club DAMO              | Tanzsport                   | 1977        | -                               | - Daniel/Montse Bachmann, Schweizer Meister und EM-Bronze 1978 - 1991 als Formation WM-Dritter |
|      | RV Winterthur                      | Radsport                    | 1882        | -                               | - Albert Büchi, Schweizer Strassenrennmeister 1931 - Hansjörg Aemisegger, Schweizer Strassenrennmeister 1979 - Peter Steiger, Steher-Weltmeister 1992                                                                 |
|      | SAC Winterthur                     | Bergsport                   | 1879        | -                               | - Marcel Rüedi, Schweizer Bergsteiger - Olaf Kjelsberg, norwegischer Skipionier - Emil Bosshard, Zentralpräsident des SAC 1900–1903                                                                                   |
|      | SC Winterthur                      | Schwimmen                   | 1923        | -                               | - Luana Calore, Schweizer Rekordhalterin in 200 m Lagen - Carole Brooke, Schweizer Rekordhalterin in 400 m Lagen |
|      | Schützengesellschaft Winterthur    | Schiesssport                | 1370 / 1498 | 2006 / Stadtschützen Winterthur | - Fritz Kuchen, mehrfacher Weltmeister 1912–1929 (versch. Kategorien), Olympiateilnehmer 1920 |
|      | Schwingklub Winterthur             | Schwingen                   | 1902        | -                               | - Walter Flach, Schwingerkönig 1953 - Karl Meli, Schwingerkönig 1961 und 1964 - Arnold Ehrensberger, Schwingerkönig 1977                                                                                              |
|      | Segelfluggruppe Winterthur         | Segelfliegen                | 1931        | -                               | - Hermann Geiger, Gletscherpilot |
|      | Standschützen Oberwinterthur       | Schiesssport                | 1866        | -                               | |
|      | STV Winterthur                     | Turnen                      | 1845        | -                               | - Armin Guhl, Zehnkampf-Schweizermeister 1931, 1936 und 1937 - Hans Wehrli-Frei, 100-m-Sprinter und Olympiateilnehmer 1952                                                                                            |
|      | TV Hegi                            | Turnen                      | 1916        | -                               | - Ernst Gebendinger, mehrfacher Turn-Weltmeister 1950 und Olympiazweiter 1952 - Taha Serhani, Schweizer Meister am Reck 2019 und 2021                                                                                 |
|      | TV Neue Sektion Winterthur         | Turnen Sportakrobatik       | 1874        | -                               | |
|      | TV Seen                            | Turnen                      | 1883        | -                               | - Fritz Hagmann, Olympiasieger im Freistilringen 1924 - Walter Müller, Olympiateilnehmer 1964 - Peter Schmid, WM-Teilnehmer und Turnfestsieger 1978                                                                   |
|      | TV Töss                            | Turnen                      | 1870        | -                               | - Georges Miez, Schweizer Rekordolympiasieger (1928 und 1936) - Melchior Wezel, Schweizer Olympiasieger im Team 1928                                                                                                  |
|      | TV Veltheim                        | Turnen                      | 1877        | -                               | - Otto Ineichen, Schweizer Einzelmeister 1919 - August Güttinger, Olympiasieger am Barren 1924 - Karl Meli, Schwingerkönig 1961 und 1964                                                                              |
|      | Winterthurer Schlittschuh-Club     | Eiskunstlaufen              | 1869        | -                               | - Karin Iten, EM-Bronze 1973 - Saskia/Guy Bourgeois, vierfache Schweizermeister Paarlaufen (1988–91) - Patrick Meier, siebenfacher Schweizermeister Eiskunstlaufen (1992–2000)                                        |

Anmerkungen
1. ↑  Frigo wechselte 1982 zu den Bogenschützen Dübendorf
2. ↑  Der Verein hiess bis 1944 Läufergruppe Hegi.
3. ↑  Die Männer- und Frauenriege bestand unabhängig davon weiter.
4. ↑  Fusion aus der Leichtathletikabteilung des STV Winterthur und des LC Winterthur.
5. ↑  Die Erweiterung des Vereins zu BMX-Club zu Powerbike erfolgte 1993.
6. ↑  1370 ist ein überliefertes Gründungsdatum, lässt sich aber urkundlich heute nicht mehr belegen. Teilweise wird auch das Jahr 1498 als Gründungsdatum beigezogen, als die Feuerschützengesellschaft erstmals urkundlich erwähnt wurde.